# Wyścigowe Samochodowe Mistrzostwa Polski 1990
Sezon 1990 był trzydziestym czwartym sezonem Wyścigowych Samochodowych Mistrzostw Polski.
Sezon liczył sześć eliminacji, rozgrywanych w Poznaniu (trzy razy), Kielcach (dwa razy) i Toruniu.

## Punktacja
Punkty przyznawano według klucza 25-20-17-15-13-11-9-8-7-6-5-4-3-2-1, przy czym zawodnikom w końcowej klasyfikacji uwzględniano pięć najlepszych wyników.

## Kategorie
Samochody były podzielone na następujące grupy według regulaminu FIA:
- Grupa A – samochody turystyczne, których produkcja w ciągu 12 miesięcy przekraczała pięć tysięcy egzemplarzy. Dozwolony był duży zakres przeróbek pod kątem poprawy osiągów;
- Grupa B – samochody GT, których produkcja w ciągu 12 miesięcy przekraczała dwieście egzemplarzy. Dozwolony był duży zakres przeróbek pod kątem poprawy osiągów;
- Grupa C – prototypy sportowe z silnikami pochodzącymi z pojazdów homologowanych w grupie A lub B;
- Grupa E – samochody wyścigowe formuły wolnej oraz formuł narodowych (Formuła Easter i Formuła Mondial).

Samochody były dodatkowo podzielone na następujące klasy:
- Klasa A1 – wyłącznie samochody Polski Fiat 126p grupy A;
- Klasa A2 – klasa A1 oraz samochody FSO 1600 i Polonez 1600 grupy A oraz samochody grupy A o poj. do 1300 cm³;
- Klasa C3 – prototypy, poj. do 750 cm³;
- Klasa C4 – klasa C3 oraz prototypy o dowolnej pojemności silnika;
- Klasa E5 – Formuła Easter;
- Klasa E6 – klasa E5 oraz Formuła Mondial (napędzane silnikami 1,6).

## Zwycięzcy
| Data               | Tor    | Klasa    | Zwycięzca (kierowcy)  | Samochód                 | Zwycięzca (zespoły)                               |
| ------------------ | ------ | -------- | --------------------- | ------------------------ | ------------------------------------------------- |
| 5–6 maja           | Poznań | klasa A1 | Antoni Skudło         | Polski Fiat 126p         | Automobilklub Śląski                              |
| 5–6 maja           | Poznań | klasa A2 | Piotr Kozłowiecki     | Suzuki Swift GTi         | Automobilklub Karkonoski                          |
| 5–6 maja           | Poznań | klasa C3 | Zbigniew Szwagierczak | Polski Fiat 126p-Honda   | Automobilklub Wielkopolski                        |
| 5–6 maja           | Poznań | klasa C4 | Wojciech Smorawiński  | BMW M3                   | Automobilklub Wielkopolski                        |
| 5–6 maja           | Poznań | klasa E5 | Kazimierz Sołtowski   | Promot 85                | Automobilklub Szczeciński                         |
| 5–6 maja           | Poznań | klasa E6 | Artur Skwarzyński     | Estonia 21               | Texas Racing Team - Autoklub Rzemieślnik Warszawa |
| 18–20 maja         | Poznań | klasa A1 | Wojciech Cołoszyński  | Polski Fiat 126p         | Autoklub Rzemieślnik Warszawa                     |
| 18–20 maja         | Poznań | klasa A2 | Vlastimil Tomášek     | Škoda Favorit 136L       |                                                   |
| 18–20 maja         | Poznań | klasa C3 | Zbigniew Bryzek       | Polski Fiat 126p-Zastava | Automobilklub Łódzki                              |
| 18–20 maja         | Poznań | klasa C4 | Wojciech Smorawiński  | BMW M3                   | Automobilklub Wielkopolski                        |
| 18–20 maja         | Poznań | klasa E5 | Jürgen Stiebritz      | MT 77                    |                                                   |
| 18–20 maja         | Poznań | klasa E6 | Artur Skwarzyński     | Estonia 21               | Texas Racing Team - Autoklub Rzemieślnik Warszawa |
| 23–24 czerwca      | Kielce | klasa A1 | Wojciech Cołoszyński  | Polski Fiat 126p         | Autoklub Rzemieślnik Warszawa                     |
| 23–24 czerwca      | Kielce | klasa A2 | Henryk Mandera        | Suzuki Swift GTi         | Automobilklub Wielkopolski                        |
| 23–24 czerwca      | Kielce | klasa C3 | Zbigniew Szwagierczak | Polski Fiat 126p-Honda   | Automobilklub Wielkopolski                        |
| 23–24 czerwca      | Kielce | klasa C4 | Wojciech Smorawiński  | BMW M3                   | Automobilklub Wielkopolski                        |
| 23–24 czerwca      | Kielce | klasa E5 | Mariusz Podkalicki    | Promot 85                | Automobilklub Szczeciński                         |
| 23–24 czerwca      | Kielce | klasa E6 | Valdas Jonušis        | Estonia Elfa             | Automobilklub Litewski                            |
| 1–2 września       | Toruń  | klasa A1 | Adam Tuszyński        | Polski Fiat 126p         | Autoklub Rzemieślnik Warszawa                     |
| 1–2 września       | Toruń  | klasa A2 | Henryk Mandera        | Suzuki Swift GTi         | Automobilklub Wielkopolski                        |
| 1–2 września       | Toruń  | klasa C3 | Zbigniew Szwagierczak | Polski Fiat 126p-Honda   | Automobilklub Wielkopolski                        |
| 1–2 września       | Toruń  | klasa C4 | Wojciech Smorawiński  | BMW M3                   | Automobilklub Wielkopolski                        |
| 1–2 września       | Toruń  | klasa E5 | Mariusz Podkalicki    | Promot 85                | Automobilklub Szczeciński                         |
| 1–2 września       | Toruń  | klasa E6 | Mindaugas Dainauskas  | Estonia 21               | Autoklub Rzemieślnik Warszawa                     |
| 15–16 września     | Kielce | klasa A1 | Tomasz Krukowski      | Polski Fiat 126p         | Automobilklub Kielecki                            |
| 15–16 września     | Kielce | klasa A2 | Henryk Mandera        | Suzuki Swift GTi         | Automobilklub Wielkopolski                        |
| 15–16 września     | Kielce | klasa C3 | Zbigniew Szwagierczak | Polski Fiat 126p-Honda   | Automobilklub Wielkopolski                        |
| 15–16 września     | Kielce | klasa C4 | Wojciech Smorawiński  | BMW M3                   | Automobilklub Wielkopolski                        |
| 15–16 września     | Kielce | klasa E5 | Jacek Szmidt          | MTX 1-06                 | Automobilklub Toruński                            |
| 15–16 września     | Kielce | klasa E6 | Mindaugas Dainauskas  | Estonia 21               | Autoklub Rzemieślnik Warszawa                     |
| 13–14 października | Poznań | klasa A1 | Wojciech Cołoszyński  | Polski Fiat 126p         | Autoklub Rzemieślnik Warszawa                     |
| 13–14 października | Poznań | klasa A2 | Henryk Mandera        | Suzuki Swift GTi         | Automobilklub Wielkopolski                        |
| 13–14 października | Poznań | klasa C3 | Zbigniew Szwagierczak | Polski Fiat 126p-Honda   | Automobilklub Wielkopolski                        |
| 13–14 października | Poznań | klasa C4 | Władimir Ostrowskij   | Łada Samara 2108         | MADI                                              |
| 13–14 października | Poznań | klasa E5 | Edgard Lindgren       | Estonia 21               | MADI                                              |
| 13–14 października | Poznań | klasa E6 | Aleksandr Potiechin   | Estonia 21               | MADI                                              |

## Mistrzowie
| Klasa    | Kierowca              | Samochód               | Zespół                        |
| -------- | --------------------- | ---------------------- | ----------------------------- |
| klasa A1 | Wojciech Cołoszyński  | Polski Fiat 126p       | Autoklub Rzemieślnik Warszawa |
| klasa A2 | Henryk Mandera        | Suzuki Swift GTi       | Automobilklub Wielkopolski    |
| klasa C3 | Zbigniew Szwagierczak | Polski Fiat 126p-Honda | Automobilklub Wielkopolski    |
| klasa C4 | Wojciech Smorawiński  | BMW M3                 | Automobilklub Wielkopolski    |
| klasa E5 | Mariusz Podkalicki    | Promot 85              | Automobilklub Szczeciński     |
| klasa E6 | Artur Skwarzyński     | Estonia 21             | Autoklub Rzemieślnik Warszawa |

Ponadto w klasyfikacji zespołów sponsorskich Puchar Polski zdobył Texas Racing Team. W klasyfikacji klubowej triumfował natomiast Automobilklub Wielkopolski.